# Mobilstation
Mobilstation (MS, engl. Mobile Station) ist aus Nutzersicht der Zugangspunkt zum Mobilfunknetz und dient zum Empfangen und Senden von Nachrichten. Es ist das Endgerät im Global System for Mobile Communications (GSM).
Eine Mobilstation besteht im Wesentlichen aus den zwei Einheiten Mobile Equipment (ME) und Subscriber Identity Module (SIM).

## Mobiles Endgerät
Eine Einheit der Mobilstation ist das eigentliche mobile Endgerät (englisch mobile equipment (ME)), dies ist ein Mobiltelefon, eine UMTS-Datenkarte oder ein UMTS-Stick zur reinen Datenübertragung, ein stationäres GSM-Tischtelefon, ein Mobilfunk-Gateway, ein UMTS-Router oder auch ein mobiles Gerät für die Kartenzahlung in einem Taxi.
Dem Endgerät ist eine eindeutige Nummer, die International Mobile Equipment Identity (IMEI), zugeteilt. Anhand der IMEI kann erkannt werden, ob das Gerät zugelassen ist und wo das Gerät hergestellt wurde. Der Netzbetreiber kann diese IMEI bei der Authentifizierung abfragen und so unzulässige, gestörte oder gestohlene Geräte erkennen und ggf. sperren.

## SIM-Karte
Die zweite Einheit der Mobilstation ist die SIM-Karte (englisch subscriber identity module (SIM)). Die SIM-Karte enthält einen Prozessor und Datenspeicher und ist durch eine veränderbare Persönliche Identifikationsnummer (PIN) vor unbefugter Benutzung geschützt. Durch die SIM-Karte wird das Mobile Endgerät einem Netz zugeordnet und authentifiziert. Für diese Zwecke sind auf der SIM-Karte Algorithmen und geheime Schlüssel gespeichert. Die Verschlüsselung der Sprach- und Signalisierungsdaten (Chiffrierung) erfolgt nicht in der SIM-Karte, sondern im Endgerät. Die entsprechenden (temporären) Schlüssel werden hingegen von der SIM-Karte zur Verfügung gestellt. Zudem können auf der SIM-Karte weitere Daten gespeichert sein, zum Beispiel:
- bevorzugte Netze
- Konfigurationen von mobilen Diensten wie SMS, MMS, GPRS etc.
- Nachrichten des Short Message Service (SMS)
- Telefonbuch
- temporäre, netzbezogene Daten
- verbotene Netze